# 阿加托克利斯 (巴克特里亞)
阿加托克利斯（公正者），（古希腊语：Ἀγαθοχλῆς, Δίκαιος ）印度-希臘王國國王。
阿加托克利斯統治期間約為公元前185年到公元前175年間，統治在印度到巴克特利亞間的帕洛帕米薩達(Paropamisade)省。阿加托克利斯或許是德米特里一世之子亦可能只是個副王，甚至可能是個篡奪者。統治期間與潘達雷昂同期或可能繼承他的王位。關於他的史料很少，大多從錢幣得來。
阿加托克利斯曾發行一套有關王朝家譜的錢幣，把它與從亞歷山大大帝到Antiochus "Nikator"(可能指的是塞琉古安條克一世)到巴克特利亞王國開創者狄奧多特一世、狄奧多特二世、歐西德莫斯一世、德米特里一世到潘達雷昂連結一起，來強調他的正統性。而有一說阿加托克利斯其實可能是個篡奪者，因為很顯然的狄奧多特血緣上與歐西德莫斯一點關連都沒有，甚至還推翻掉它的王朝。
就像同期的潘達雷昂和歐西德莫斯二世一樣，他曾發行白銅合金的錢幣，但此技術之前僅中國持有。
最終阿加托克利斯似乎遭受已篡奪巴克特利亞的歐克拉提德一世攻擊而被殺。
參考Osmund Bopearachchi的世系分類